# Les Grandes Grandes Vacances
Les Grandes Grandes Vacances (literalment en català: «Les grans vacances d'estiu») és una sèrie d'animació produïda entre el 2013 i el 2015, i emesa el 2015 a France 3, que tracta de la Segona Guerra Mundial i de l'ocupació alemanya de França des del punt de vista dels nens.
A l'estiu de 1939, Colette i Ernest són acollits pels seus avis materns en un poble fictici anomenat Grangeville, a prop de Dieppe (a la Normandia). Les vacances d'estiu es converteixen en una acollida perllongada a causa de la mobilització del seu pare i la mala salut de la seva mare, que ha d'acudir a un sanatori per tractar-se la tuberculosi. Els dos joves parisencs descobreixen la vida al camp en temps de guerra: l'ocupació, la resistència, les dificultats, però també la vida amb els amics.
La sèrie està basada en fets històrics i es va crear amb motiu del 70è aniversari de la fi de la Segona Guerra Mundial.

## Elaboració de la sèrie
La sèrie es va produir a França entre el 2013 i el 2015 per Les Armateurs, Blue Spirit Animation, France Télévisions, Canal Family i EDCA. Es van fer 10 episodis.
El dibuixant de còmics francès Émile Bravo va prestar el seu univers per a la bíblia gràfica i la sèrie deu la seva producció al realitzador de cinema francès Paul Leluc. Va ser Delphine Maury qui va originar el concepte de la sèrie. Olivier Vinuesa i Alain Serluppus la van acompanyar al començament de la redacció i amb els guions, i després Guillaume Mautalent i Sébastien Oursel es van convertir en co-guionistes de tota la sèrie. Timothée de Fombelle també va donar un cop de mà amb els guions dels 10 episodis. Els Syd Matters va compondre la música de la sèrie.
Cada episodi de la sèrie va seguit d'un documental d'animació d'un minut dirigit per un antic alumne que recentment es va graduar a l'escola La Poudrière. Aquests 10 curtmetratges il·lustren (en relació als temes de cada episodi) els records d'una persona que era un nen en aquell moment i el testimoni del qual va alimentar la història de la sèrie.
La sèrie es va emetre per primera vegada a France 3 el 20 d'abril de 2015. L'estrena alemanya va tenir lloc el 10 de maig a KiKa. També es van fer emissions en TV5 Monde. A Portugal, la sèrie es va emetre a RTP2 entre el 2018 i el 2019.
La sèrie també va ser llançada en DVD i en televisió a la carta per Netflix.

## Argument
A l'estiu de 1939, Ernest (d'11 anys) i la seva germana Colette (de 6 anys), dos joves parisencs, viatgen cap a Grangeville, a la Normandia, a casa dels seus avis materns, «Mamili» i «Papilou» per a passar les vacances d'estiu. En aquell moment esclata la Segona Guerra Mundial i es pren la decisió de mantenir els nens allunyats de París perquè estiguin més protegits dels perills de la guerra. Aquestes vacances d'estiu s'allargaran durant tota la guerra, transformant-se en les «grans vacances d'estiu» En el camp, un món totalment aliè per a ells, Ernest i Colette descobreixen una nova vida lluny dels seus pares. Hauran de trobar el seu lloc entre els nens del poble i atendre les inquietuds dels adults, i aprendran coses noves.
Des del seu punt de vista, expliquen esdeveniments com l'èxode, l'ocupació del poble per part de soldats alemanys, la confiscació i el racionament dels aliments, l'escassetat, la separació de famílies, les detencions i la persecució dels jueus. En fer-ho, desenvolupen cada cop més el coratge i una sensació de justícia que els permetrà més endavant unir-se a la resistència i ajudar els aliats amb el seu desembarcament.

## Els personatges

### La banda dels Robinson
- Colette Bonhour : entremaliada i encantadora, la vida al camp li donarà lloc a una passió pels animals, però també per la natura, on li agrada passejar amb el seu germà Ernest. Els seus sis anys fa que la separació de la seva mare sigui més dolorosa, però va forjant un molt bon vincle de complicitat amb «Mamili», la seva estimada àvia. És viva, intel·ligent, espavilada, jove, i molt parladora.
- Ernest Bonhour : el germà de Colette. És un noi gentil, dolç i atent. Al camp, es mostrarà molt més valent del que es pensava. Ràpidament s'acosta a la seva germana petita, convertint-se en el seu protector. Té un cor pur, un gran sentit de la justícia, i no és sumís malgrat que sembli un nen obedient. Té vocabulari, és molt observador i un bon psicòleg.
- Jean Guibert : el fill de l'alcalde. És el primer que es fa amistat amb Ernest. És un noi educat i molt espavilat, amb una mica de sentit de l'humor. És valent i mai dubtarà en implicar-se. És respectat pels altres nens, fins i tot si al principi està lluny de ser amic dels germans Morteau. Almenys el deixen en pau. Al principi tem i evita a Muguette, a qui veu com una «bruixa», però finalment l'acceptarà i fins i tot s'enamorarà d'ella. La seva proximitat a l'ajuntament i a la Kommandantur (establerta a casa seva), serà inestimable quan els nens necessitin segells oficials o informació oficial.
- Muguette : és una noia que viu sola amb el seu pare. És ella qui mostra a Ernest la seva «troballa»: una casa abandonada amagada al bosc que més endavant es convertirà en el «Refugi dels Robinson». És temeraria, salvatge i sorprenentment madura. Hi ha molts rumors sobre ella, cosa que no ajuda a Muguette a encaixar-hi. Tot i això, és oberta, molt intel·ligent i sap defensar-se. Immediatament prendrà a Ernest i Colette sota la seva protecció. Els altres nens la tenen por i l'anomenen «La vraiq», atès que recull herba de mar (varech) amb el seu pare, i la consideren com una bruixa. Està enamorada de Jean.
- Marcelin Morteau i Gaston Morteau : dos germans, fills de pagesos. Bromistes i hàbils, la seva relació amb Ernest i Colette serà un desafiament desconcertant i desconfiant en un primer moment. A poc a poc, s'aniran coneixent i fins i tot arribaran a agradar-se, primer Gaston (episodi 4) i després Marcellin (episodi 5). Es convertiran en Robinson (episodi 5). Són aspres, durs, però tenen un profund sentiment de família i solidaritat, i un ampli coneixement de la natura, els animals, el camp, però també els llocs dels voltants, que seran molt útils per a la banda dels Robinson quan s'uneixin a la Resistència. Gaston fa el que diu el seu germà gran, però Colette li cau bé i aviat es fan molt amics.
- Fernand Geber : jove alsacià que va fugir d'aquesta regió per por de la invasió alemanya i va anar a Normandia, pàtria del seu pare. El seu fort accent li va valer immediatament l'enemistat dels germans Morteau i la desconfiança del venedor que queviures Tissier, cosa que li va permetre forjar vincles molt forts amb Ernest i Jean. Es converteix en un Robinson (episodi 5). Més endavant es descobreix que és jueu per part de la seva mare; després es veurà obligat a amagar-se dels alemanys, però acabarà sent arrestat mentre s'acomiada de la seva àvia (episodi 7) i és empresonat en un dels molts camps de concentració alemanys. Mor als 15 anys (fora de la pantalla) en un camp de concentració (episodi 10). Aquest exemple de personatge mostra la difícil i injusta vida dels jueus durant la guerra.

### La família d'Ernest i Colette
- René Bonhour, anomenat «Papilou» : l'avi.
- Émilie Bonhour, anomenada «Mamili» : l'àvia.
- Robert Bonhour, el pare : s'escapa d'un stalag i s'uneix a la Resistència.
- Lucie Bonhour, la mare : pateix tuberculosi i es atesa en un sanatori a Suïssa.

### Altres personatges
- Paul Tisser : fill de Tissier (el venedor de comestibles del poble) i de Violette (la propietària del bar del poble), que no va heretar el caràcter mesquí del seu pare. Fa amistat amb Colette, però no és un membre de la banda dels Robinsons, tot i que coneix la ubicació del refugi secret.
- Durand : col·laboracionista (collabo), odiat per tot el poble i que segueix constantment els Robinsons. Serà afusellat pels maquisards al final de la guerra, al cementiri de Grangeville, (fora de la pantalla, a l'episodi 10), com molts col·laboracionistes.
- Herpin : el mestre del poble i cap de la xarxa de resistència de Grangeville, anomenat Épervier (Falcó). És mort tristament (fora de pantalla, episodi 10) pels alemanys, poc després que Durand descobrís el refugi secret dels Robinson.
- Jean-Baptiste : carter molt maldestre, que es porta bé amb tot el poble.
- Pierre Morteau : el germà gran de Marcelin i Gaston. També es va unir a la Resistència amb Robert.
- Jeanne Morteau : mare de Marcelin, Pierre i Gaston i vídua des de fa molts anys després que el seu marit morís d'una malaltia greu. És propietària d'una granja que gestiona amb mà de ferro. Ensenya francès a Otto i s'enamora d'ell i viceversa. Els seus fills l'anomenen «la Mare».
- Otto : un simpàtic soldat alemany que protegeix a Jeanne i als nens, fins i tot mata a un dels seus propis camarades. Jeanne i ell s'enamoren. Quan anava a ser executat pels maquisards després de l'alliberament de Grangeville, és salvat per Robert (el pare d'Ernest i Colette) i per l'alcalde del poble gràcies a les seves repetides accions de protecció envers els Robinson i la família de Jeanne. Obtindrà la nacionalitat francesa.
- Violette : és propietària del bar de Grangeville. És l'eposa de Tisser (el vendor de queviures del poble) i la mare de Paul.
- Tissier : l'avariciós i mesquí propietari de la botiga de queviures. Marit de Violette i pare de Paul.
- Coronel Von Krieger : coronel que dirigeix tots els soldats alemanys de la regió des de la Kommandantur, un lloc de comandament militar alemany. Només respon a les ordres del mateix Adolf Hitler i, cap al final de la sèrie, fugirà a causa de l'arribada dels aliats al poble i la destrucció gairebé total de la Kommandantur per part de la Resistència per salvar als ostatges (episodi 10).
- Guibert : l'alcalde de Grangeville i el pare de Jean. El coronel Von Krieger va establir la Kommandantur a l'ajuntament i a casa seva.
- Mme Guibert : esposa de l'alcalde i la mare de Jean.
- Antoine : amic de Jean, mor a la platja propera al poble després d'haver trepitjat accidentalment una mina (fora de la pantalla, episodi 6).
- Rosalie : una noia jueva que va fugir amb l'aviador anglès Douglas (ferit i guarit per la banda dels Robinson) després que els seus pares fossin arrestats (episodi 7). Ella sobreviurà a la guerra (episodi 10).
- Coronel Douglas : aviador anglès ferit i guarit per la banda dels Robinson (episodis 6 i 7).
- Hans : un sàdic soldat alemany, encarregat de requisar aliments. Serà mort per Otto (fora de la pantalla, episodi 9) quan volia endur-se a Jeanne com a ostatge.
- Gadoue : és el porquet de Colette. Papilou el compra a Jeanne (episodi 1). Després d'haver-se engreixat es convertirà en un objectiu principal per a Hans, que finalment l'atraparà i se'l menjarà (fora de la pantalla, episodi 5).
- Picottin : el cavall de Jeanne. Va morir quan els francesos van destruir un pont després d'un atac dels avions alemanys (episodi 3).
- Gatorze : el gos de Jeanne. És mort per Hans quan ve a buscar a Jeanne per prendre-la com a ostatge (fora de la pantalla, episodi 9).
- Henri : amic d'Antoine, sobreviu i continua la seva vida sense Antoine fins al final de la guerra.

## Episodis
1. Les grandes Grandes Vacances (Les grans vacances d'estiu).
2. Drôle de guerre (La guerra de broma).
3. L'Exode (L'èxode).
4. Le Secret (El secret).
5. Lettre à mon père (Carta al meu pare).
6. Tombé du ciel (Caigut del cel).
7. À ton étoile (Al teu destí).
8. Les Petits Partisans (Els petits partisans).
9. Les Sanglots longs (Els llargs sanglots).
10. Le Vent de la liberté (El vent de la llibertat).

## Crítiques
TV Wunschliste descriu la sèrie com un emocionant entreteniment familiar, amb una gran gamma emocional, i amb imatges i animacions que valen la pena de veure, cosa que no només atrau als nens, sinó també als adults i, per tant, va en contra del tòpic que l'animació és només per a nens. Les experiències de la Segona Guerra Mundial s'expliquen des de la perspectiva dels nens, i els nens en mostren didàcticament quines van ser les conseqüències de la Segona Guerra Mundial sense ser instructives.

## Premis
El 2016 la sèrie va guanyar el premi Best Children's TV Program de Paris Radio i Television Club. i el Premi Emil per a la televisió infantil com sèrie de drama d'animació.

## Productes derivats

### DVD
Una capsa amb dos DVD contenen els deu episodis va ser emesos a França el 1r de maig de 2015 i el 2 de maig de 2015 a la resta d'Europa. Els deu episodis es divideixen per igual en els dos DVD i no inclouen cap bonus.

### Novel·les
El 2015 es van publicar quatre novel·les il·lustrades:
- Les Grandes Grandes Vacances, vol 1 : Une drôle de guerre (ISBN  978-2747051408): Ernest i Colette arriben a casa dels seus avis materns el setembre del 1939. Es declara la guerra immediatament després de la seva arribada. El seu pare està mobilitzat i la seva mare, que pateix tuberculosi, ha d'anar a un sanatori. Els nens es tenien que quedar al camp durant les vacances d'estiu, però els esdeveniments se succeeixen i, finalment, es quedaran allà durant la guerra. Aquest primer volum, explica la història del primer any d'Ernest i Colette a Grangeville, amb els seus avis, els seus nous companys de classe, i la preocupació de ser separats dels seus pares; una nova vida, plena de sorpreses i descobriments, en un context històric aclaparador.
- Les Grandes Grandes Vacances, vol 2 : Pris dans la tourmente (ISBN 978-2747051415): L'exèrcit alemany s'acosta al petit poble de Grangeville. L'Ernest, la Colette i els seus avis han de sortir de casa. És l'èxode. S'uneixen als milers de persones que fugen de l'avanç alemany. Però, durant el viatge, els nens es separen dels seus avis. Trobaran refugi amb el seu amic Jean, el fill de l'alcalde, i la seva mare. El camí queda tallat i han de tornar cap al poble. Però els espera una nova sorpresa: els alemanys s'instal·len al poble. Haura de conviure amb ells.
- Les Grandes Grandes Vacances, vol 3 : L'heure du choix (ISBN 978-2747051422): Març de 1941, el primer hivern de l'ocupació. Ernest i Colette coneixen l'escassetat i el racionament, i preparen un paquet per al seu pare, Robert, pres a Alemanya. Tissier, el botiguer de queviures del poble, decideix aprofitar la situació per abastir el mercat negre, treballant amb Hans, l'oficial alemany. Els nens es troben davant d'opcions a vegades qüestionables per part dels adults. Per sort, troben confort amb el seu professor, el senyor Herpin, i la benevolència dels seus avis il·luminen la vida quotidiana.
- Les Grandes Grandes Vacances, vol 4 : Le vent de la liberté (ISBN 978-2747051439): A la tardor de 1943, les tensions es van fer més fortes al petit poble de Grangeville. La banda Robinson ajuden a la Resistència fent un seguiment de les noves bateries i defenses alemanyes a la costa. És el senyor Herpin, el seu professor, qui resulta ser el líder de la Resistència de la regió. Finalment, uns mesos després es produeix el desembarcament dels aliats! El poble espera ser alliberat. Però el nerviosisme dels alemanys s'intensifica, provocant terribles represàlies. Malgrat tot, ara bufa un vent de llibertat i res no ho el podrà aturar.

### Quaderns
Un llibre documental format per quatre quaderns escolars reunits en un bonic llibre de butxaca, publicat el 10 d'abril de 2015.
- 1939-1940 - C’est la guerre (És la guerra).
- 1940-1941 - Les Allemands sont là (Els alemanys són allà).
- 1942-1944 - On résiste! (Resistirem!).
- 1944 - Enfin libres (Finalment lliures).

Ernest i Colette, al seu torn, escriuen per explicar-nos la seva vida quotidiana durant la guerra. Les seves històries estan il·lustrades amb dibuixos. A més, cada quadern inclou 4 pàgines documentals il·lustrades amb fotografies d'arxiu que fan balanç de la Segona Guerra Mundial i que expliquen la guerra als nens amb una visió més política i menys quotidiana.

## El videojoc
L'empresa Manzalab va desenvolupar un videojoc per a telèfon mòbil i ordinador sobre les diverses aventures que van viure Ernest i Colette durant la guerra. Es juga amb pistes i testimonis dels habitants del poble de Grangeville per trobar certes persones i realitzar diverses missions. El joc està format per 4 nivells amb diferents objectius i missions.